# DMS Telesports Mini
DMS Telesports Mini (Telesports Mini) је конзола за игру, производ фирме DMS, која је почела да се израђује у Сједињеним Америчким Државама током 1983. године.
Користила је AY-3-8500-1 (General Instruments) као централни микропроцесор. Кориштено је 6 AA батерија за напајање.

## Детаљни подаци
Детаљнији подаци о рачунару Telesports Mini су дати у табели испод.
|                       |                                                  |
| [ 1 ]                 |                                                  |
| Произвођач            |                                                  |
| Тип                   | играчка конзола                                  |
| Меморија              |                                                  |
| Поријекло             | Сједињене Америчке Државе                        |
| Година                | 1983                                             |
| Тастатура             | уграђени линеарни потенциометри (клизачи), ресет |
| Процесор              |                                                  |
| Фреквенција процесора |                                                  |
| RAM                   |                                                  |
| ROM                   |                                                  |
| Текст                 |                                                  |
| Графика               |                                                  |
| Боја                  | црно и бијело                                    |
| Звук                  | уграђени звучник                                 |
| Димензије             | 21 фунта                                         |
| Портови               |                                                  |
| Оперативни систем     |                                                  |